# Аквајоло (Бергамо)
Аквајоло (итал. Acquaiolo) је насеље у Италији у округу Бергамо, региону Ломбардија.
Према процени из 2011. у насељу је живело 20 становника. Насеље се налази на надморској висини од 548 м.